# W. Russell Todd

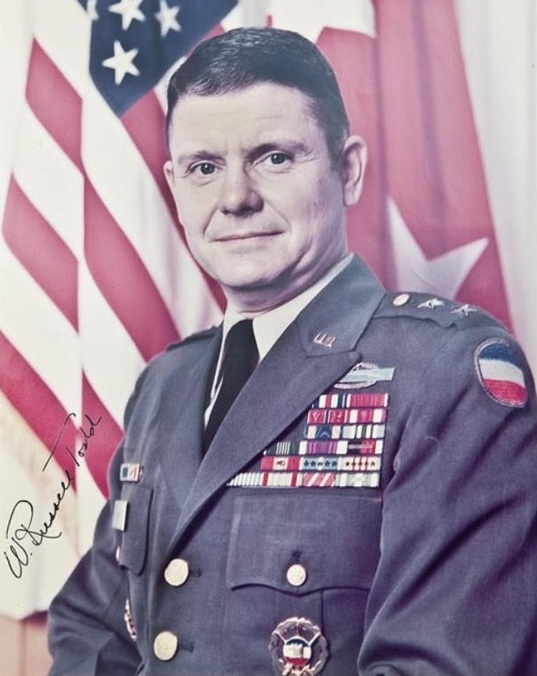
William Russell Todd

William Russell Todd (* 1. Mai 1928 in Seattle, Washington; † 12. Februar 2023 in Fort Belvoir, Fairfax County, Virginia) war ein Generalmajor der United States Army. Er war unter anderem Kommandeur der 1. US-Kavalleriedivision.
Todd war ein Sohn von William Thomas Todd und dessen Frau Miriam Westland. Über das ROTC-Programm der Norwich University in Vermont gelangte er im Jahr 1950 in das Offizierskorps des US-Heeres. Dort wurde er als Leutnant der Kavallerie bzw. den Panzereinheiten zugeteilt. In der Armee durchlief er anschließend alle Offiziersränge vom Leutnant bis zum Zwei-Sterne-General.
Im Lauf seiner militärischen Karriere absolvierte William Russell Todd verschiedene Kurse und Schulungen. Dazu gehörte unter anderem das Naval War College. Außerdem erhielt er einen akademischen Grad von der University of Alabama. Während des Koreakriegs war er als Zugführer eingesetzt. Danach absolvierte er den für Offiziere in den niederen Rangstufen üblichen Dienst in verschiedenen Einheiten und Standorten in den Vereinigten Staaten. Dazu gehörten auch Aufgaben als Stabsoffizier in verschiedenen Hauptquartieren.
Ende der 1960er Jahre kommandierte Todd die 3. Brigade der 25. Infanteriedivision, mit der er im Vietnamkrieg eingesetzt war. In den Jahren 1975 und 1976 leitete er die Stabsabteilung G3 (Operationen) des United States Army Forces Commands. Im November 1976 wurde er als Nachfolger von Julius W. Becton Jr. neuer Kommandeur der 1. Kavalleriedivision. Diesen Posten bekleidete er bis zum November 1978.
Nachdem er sein Kommando an Paul S. Williams übergeben hatte, wurde er Kommandeur der Combined Arms Test Activity, die dem United States Army Training and Doctrine Command (TRADOC) unterstand. Diesen Posten hatte er bis zum Jahr 1980 inne. Es folgte eine Versetzung nach Heidelberg in Deutschland, wo er beim Hauptquartier der United States Army Europe (USAREUR) die Stabsabteilung G3 für Operationen leitete. Anschließend schied er aus dem aktiven Militärdienst aus.
Nach seiner Pensionierung war William Russell Todd zwischen 1983 und 1991 Präsident der Norwich University, an der er einst studiert hatte. Anschließend ging er auch als Zivilist in den Ruhestand. Er starb am 12. Februar 2023 in Fort Belvoir in Virginia.